# 橋本きみ子
橋本 きみ子（はしもと きみこ、1953年2月17日 - ）は、千葉県千葉市出身の元女子バスケットボール選手である。現姓・長井。ポジションはガード・フォワード。コートネームは「ボク」。

## 来歴
千葉市立新宿中学校3年で県大会3位の成績を残し、千葉商業では同好会を部に昇格させ、3年でインターハイ出場を果たした。
卒業後、第一勧業銀行に入社。日本リーグ（現Wリーグ）では第8回から3年連続でベスト5に選ばれ、主将も務めた。
全日本の一員として1974年アジア大会金メダル、1975年世界選手権準優勝メンバーとなった。翌年のモントリオール五輪でもメンバーに選ばれたが、膝の故障のため5試合で出場29分に留まった。
1977年の引退後はNHK解説者を務める。
現在はシニアチーム「JBC」に所属して競技の普及に努めている。

## 経歴
- 千葉商高 - 第一勧銀（1972年〜1977年）